# Clan Ōtawara

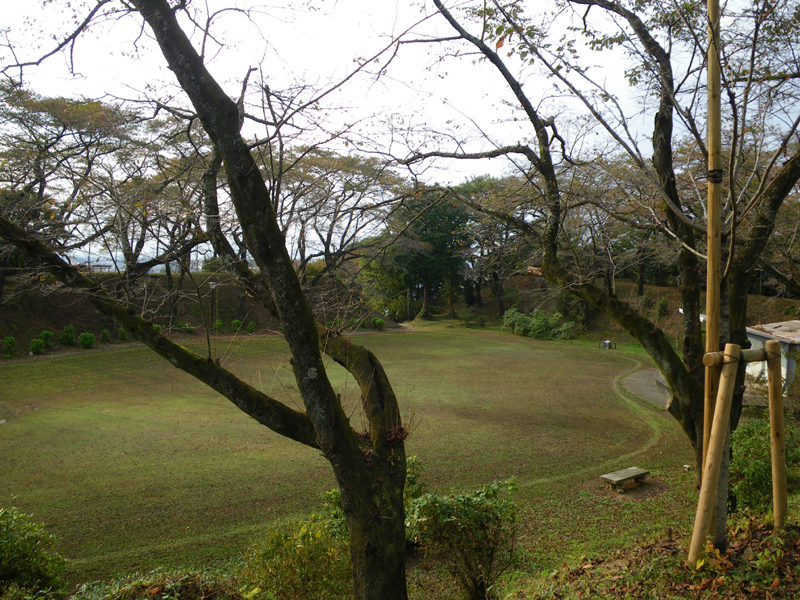
Rovine del castello di Ōtawara

Il clan Ōtawara (大田原氏?,  Ōtawara-shi) fu piccolo clan giapponese presente nella provincia di Shimotsuke durante il periodo feudale. Aveva la propria roccaforte nel castello di Ōtawara nei pressi dell'odierna città di Ōtawara.

## Storia
Il clan Ōtawara fu in principio un ramo del clan Nasu e uno dei sette Gōzoku (potenti e ricche famiglie indipendenti) della regione di Nasu nel nord della provincia di Shimotsuke. Nel 1590, quando Toyotomi Hideyoshi chiamò il clan Nasu per assisterlo durante i suoi piani per la distruzione del clan Hōjō nell'assedio di Odawara, questi rifiutarono; tuttavia Ōtawara Harukiyo impegnò le sue forze per aiutare Hideyoshi. Fu ricompensato con proprietà per 7.000 koku. Nel 1600 Harukiyo si schierò con Tokugawa Ieyasu durante la campagna di Sekigahara e combatté per arginare a est il clan Uesugi mentre Ieyasu era impegnato a ovest. Come ricompensa delle sue azioni gli furono assegnate proprietà per altri 5.000 koku e raggiunse così il rango di daimyō.
Il clan continuò a governare i suoi possedimenti fino alla fine dello shogunato Tokugawa. Il III° daimyō, Ōtawara Takakiyo, diede 1.000 koku a suo fratello più giovane, riducendo il dominio a 11.000 koku. 
L'ultimo daimyō, Ōtawara Kazukiyo, si schierò con le forze imperiali durante la guerra Boshin e il suo castello fu attaccato dalle forze che supportavano i Tokugawa nel maggio 1868. Dopo il rinnovamento Meiji divenne visconte con il nuovo sistema kazoku.
Con l'abolizione del sistema han nel luglio 1871, il dominio Ōtawara divenne parte della prefettura di Tochigi.
In un censimento del 1870 il dominio aveva una popolazione di 12.535 persone divise in 2397 famiglie, delle quali 608 erano samurai.

## Membri importanti del clan
- Ōtawara Sukekiyo (1486-1560) (大田原資清?)
- Ōtawara Tsunakiyo (1540-1589) (大田原綱清?)
- Ōtawara Harukiyo (1567-1631) (大田原晴清?)